# عثمان آلکاش
عثمان آلکاش (زادهٔ ۳ نوامبر ۱۹۵۵) (به انگلیسی: Osman Alkaş) بازیگر قبرس-ترکیه‌ای است. وی یکی از بنیانگذاران تئاتر شهر نیکوزیا است و هنوز هم در این تئاتر فعال است. وی در تولید توربا، که برنامه‌ای محبوب میان مردمان ترک و قبرس است، حضور داشت. او در فیلم سایه‌ها و صورت‌ها و سریال تلویزیونی روزی روزگاری نیز بازی کرده است. وی همچنین در فیلم‌های حکایت طولانی، زنان دولت ۲ و پیچک ایفای نقش کرده است.

## کودکی و تحصیلات
عثمان آلکاش در ۳ نوامبر ۱۹۵۵ در نیکوزیا به دنیا آمد. او تحصیلات ابتدایی، راهنمایی و دبیرستان خود را در نیکوزیا به پایان رساند. پس از فارغ‌التحصیلی از دبیرستان، در مورد انتخاب شغل خود با خانواده خود گفت‌وگو کرد. اما پس از روبه‌رو شدن با مخالفت‌های مادرش، در سال‌های ۱۹۷۴–۱۹۷۳، وارد دانشکدهٔ بازیگری هنرکدهٔ ایالتی آنکارا و در سال ۱۹۷۶ فارغ‌التحصیل شد.

## بازیگری
آلکاش در ژوئن سال ۱۹۷۶ به قبرس بازگشت و به عنوان یک هنرمند پیمانکار در تئاتر دولتی قبرس ترکیه آغاز به کار کرد. در این دوره، وی دو سال و نیم برای خدمت سربازی هم رفت. اما هر از چندگاهی در طول خدمت، از سوی یگان خود، در نمایش‌های گوناگون شرکت می‌کرد. در سال ۱۹۸۰ هنگامی که در نمایشی متعلق به انجمن هنرهای زیبا در جشنوارهٔ موسیقی و هنری نیکوزیا بازی کرد از تئاتر کنار گذاشته شد. سپس در ۳ نوامبر ۱۹۸۰ با تأیید شورای شهر شهرداری ترکی نیکوزیا، آلکا به همراه یاشار ارسوی، ایشین جم و ارول رفیق‌اوغلو تئاتر شهر نیکوزیا را تأسیس کرد. و هنوز هم عضو مجموعهٔ این تئاتر است.
آلکاش برنامه‌های گوناگونی در رادیو بیراک تولید کرد. به گفتهٔ خودش، او ساخت برنامه‌های کودکانهٔ «طولانی مدت» و همچنین برنامه‌های زنان را در کنار برنامه‌های صبحگاهی و آشپزی بر عهده داشت. در این دوره، او همچنین آگهی‌های رادیویی می‌ساخت. وی کار تلویزیونی خود را به همراه تولگی طارمن آغاز کرد. آلکاش و طارمن پیش از آغاز برنامهٔ توربا در سال ۱۹۹۴، مدتی تبلیغات تلویزیونی تولید می‌کردند. هنگامی که این برنامه در بین مردم قبرس ترکیه بسیار رواج پیدا کرد، او به همراه طارم، برای رهایی از روابط خود با شبکه‌های دیگر، یک شبکهٔ تلویزیونی به نام «تمپو تی‌وی» تأسیس کرد. این برنامه بین سال‌های ۲۰۰۳–۲۰۰۵ به پایان رسید.
در سال ۲۰۰۱، او به عنوان فیلمنامه‌نویس و بازیگر در یک سریال هشت قسمتی به نام Gimme 6 در نقش مصطفی بازی کرد، که با بازیگرانی از یونان و ترکیه در قبرس فیلمبرداری می‌شد. او بعداً در فیلم سایه‌ها و صورت‌ها که در سال ۲۰۱۰ فیلمبرداری و سال بعد از آن اکران بازی کرد. وی شخصیت «ولی» را در فیلم به تصویر کشید. در سال ۲۰۱۰، او در سریال تلویزیونی روزی روزگاری (که به فارسی نیز نمایش داده شد) در نقش اکرام تاتیل‌اوغلو بازی کرد. او همچنین در فیلم یانیس یونس به نام «سلام! ام ریکا» و بسیاری از فیلم‌ها و فیلم‌های کوتاه دیگر بازی کرد. وی از ژانویه تا ژوئن سال ۲۰۱۷ در نقش رئوف در سریال تلویزیونی «شهر تو را می‌خواند» که به فارسی هم به نمایش درآمد، بازی کرد. آلکاش همچنان در تبلیغات نیز ظاهر می‌شود. او همچنین در اقتباسی از اپرای دستبرد به حرمسرا بازی داشت.
او علاوه بر بازیگری، مسئول فرهنگ و هنر شهرداری ترکی نیکوزیا نیز هست. وی در سال ۲۰۰۹ «جایزهٔ دستاورد و صلح» را از تئاتر ساتیریگو دریافت کرد.

## زندگی شخصی
عثمان آلکاش در قبرس زندگی می‌کند. او در زمان فیلمبرداری سریال «روزی روزگاری»، اغلب به استانبول سفر می‌کرد و گاهی، ماه‌ها از قبرس دور بود. او دارای سه سگ در منزلش هست.